# 에지오 그레지오

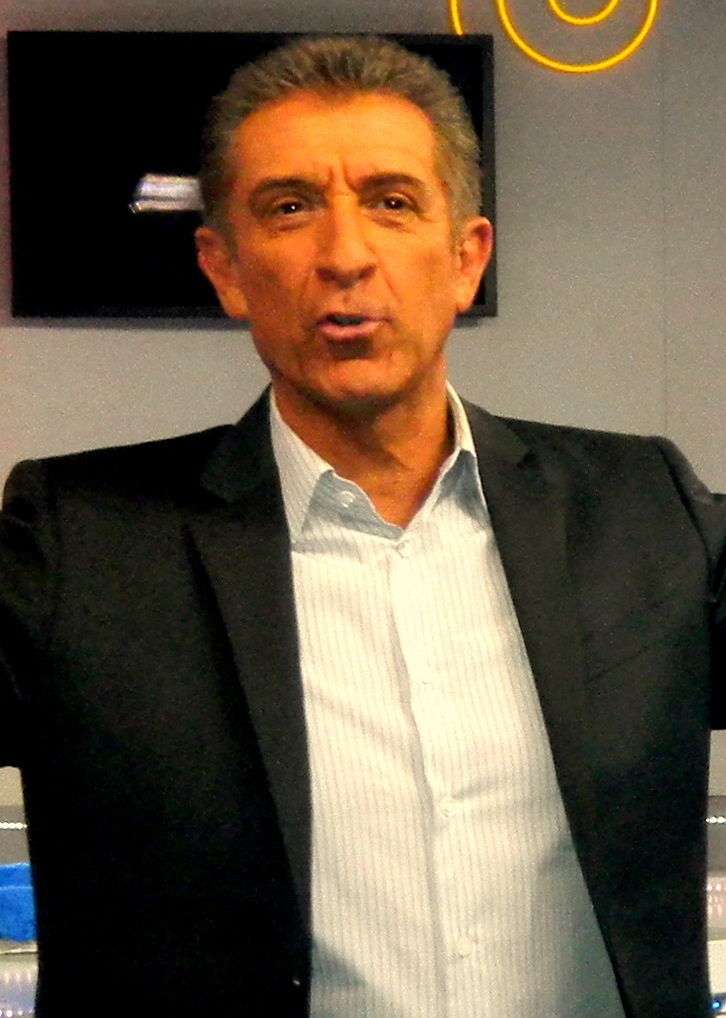

에지오 그레지오(Ezio Greggio, 1954년 4월 7일 ~ )는 이탈리아의 영화 감독, 배우, 희극 배우, 작가, 각본가, TV 사회자, 가수, 영화배우이다.

## 영화
- 박스 오피스 3D (2011년)
- 조반나의 아버지 (2008년)
- 2001 스페이스 오디세이 (2000년)
- 나사빠진 놈 (1999년)
- 대포알탄 사나이 (1997년)
- 못말리는 드라큐라 (1995년)
- 햄들의 침묵 (1994년)
- 몬테카를로(영어판) (1987년)